# Universidad de Ariel

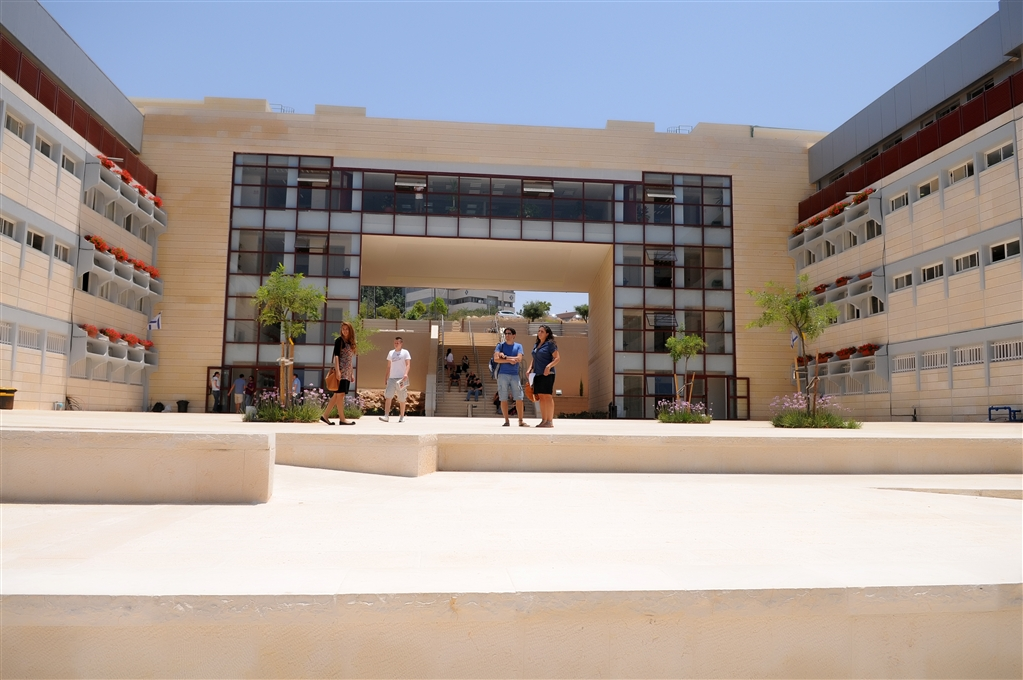
Campus de la Universidad de Ariel.

La Universidad de Ariel (en hebreo: אוניברסיטת אריאל) es una universidad israelí ubicada en el asentamiento israelí de Ariel en Cisjordania. La Universidad de Ariel se fundó en 1982 como una sucursal regional de la Universidad Bar-Ilán. El campus fue trasladado a Ariel. En el año académico 2004-2005, la afiliación con la Universidad Bar-Ilán terminó y Ariel se convirtió en una universidad independiente.
Todos los grados son reconocidos por el consejo para la educación superior en Israel. La Universidad de Ariel coopera con organizaciones internacionales y universidades de todo el mundo.

## Institución
Hasta 2011 la universidad contaba con una población de 14 mil estudiantes, además tiene el número más grande de estudiantes de origen etíope en una universidad israelí y más de 600 estudiantes árabes.
La universidad es miembro de la International Association of Universities. Cuenta con cooperación académica internacional con 51 instituciones, en países como Estados Unidos, Rusia, Francia, Alemania, Brasil, Portugal, Costa Rica, Ecuador, Argentina, Turquía, Polonia, Ucrania, Taiwán, Armenia, entre otros. En 2011 la universidad firmó un tratado de cooperación con la Universidad Federal de Ural y con un centro de innovación de alta tecnología en Moscú, además de la cooperación de la Academia de Ciencias y Humanidades de Israel con la Academia de Ciencias de Rusia.
Debido a su localización en territorios ocupados, la universidad fue excluida del programa de fondos de investigación Horizon 2020 firmado por Estados Unidos e Israel en 2013.
El 17 de julio de 2012, el consejo para la Educación superior en Judea y Samaria votó a favor de otorgarle a la institución el estatus de universidad completa. Este movimiento fue elogiado por el Primer ministro Benjamín Netanyahu, el ministro de Educación, Gideon Saar, el Ministro de Asuntos Exteriores, Avigdor Lieberman, y algunos miembros de la Knéset, así como el matemático ganador del Premio Nobel de Economía, Robert Aumann. El consejo de presidentes de universidades israelíes condenó la medida.
En 2013, una encuesta mostró que el 65% de la opinión pública en Israel apoyaba el reconocimiento de la Universidad de Ariel como la octava universidad de Israel.
En 2014, la Universidad de Ariel inició un programa de Doctorado. La Universidad de Ariel tiene 26 departamentos de estudio, impartidos en tres facultades y en tres escuelas. La Universidad de Ariel ofrece la Licenciatura en Administración de Empresas. La universidad y su personal han sido objeto de boicots, tanto en Israel como en el extranjero, por su ubicación en los territorios ocupados palestinos.